# 卡罗尔·鲁梅尔
卡罗尔·鲁梅尔（波蘭語：Karol Rómmel，1888年5月23日—1967年3月7日），俄罗斯、波兰男子马术运动员。他曾代表俄罗斯、波兰参加1912年、1924年和1928年夏季奥林匹克运动会马术比赛，获得一枚铜牌。